# Подозбин (Петриковский район)
Подозбин (бел. Падозбін) — деревня в Бабуничском сельсовете Петриковского района Гомельской области Беларуси.
На юге граничит с лесом.

## География

### Расположение
В 22 км на север от Петрикова, 10 км от железнодорожной станции Копцевичи (на линии Лунинец — Калинковичи), 186 км от Гомеля.

### Гидрография
На севере Михедово-Грабовский канал.

## Транспортная сеть
Транспортные связи по просёлочной, затем автомобильной дороге Лунинец — Калинковичи. Планировка состоит из короткой улицы, ориентированной с юго-востока на северо-запад. Жилые дома деревянные, усадебного типа.

## История
Основана в начале XX века переселенцами из соседних деревень. В 1908 году урочище Подозбин, 6 дворов, 47 жителей в Петриковской волости Мозырского уезда Минской губернии. В 1931 году организован колхоз. Во время Великой Отечественной войны в мае 1943 года оккупанты полностью сожгли деревню и убили 15 жителей. 16 жителей погибли на фронте. Согласно переписи 1959 года в составе совхоза «Заветы Ильича» (центр — деревня Бабуничи).

## Население

### Численность
- 1999 год — 1 хозяйство, 2 жителя.
- 2012 год — не существует.

### Динамика
- 1925 год — 16 дворов.
- 1940 год — 24 двора, 72 жителя.
- 1959 год — 86 жителей (согласно переписи).
- 1999 год — 1 хозяйство, 2 жителя.